# Claudia Hürtgen

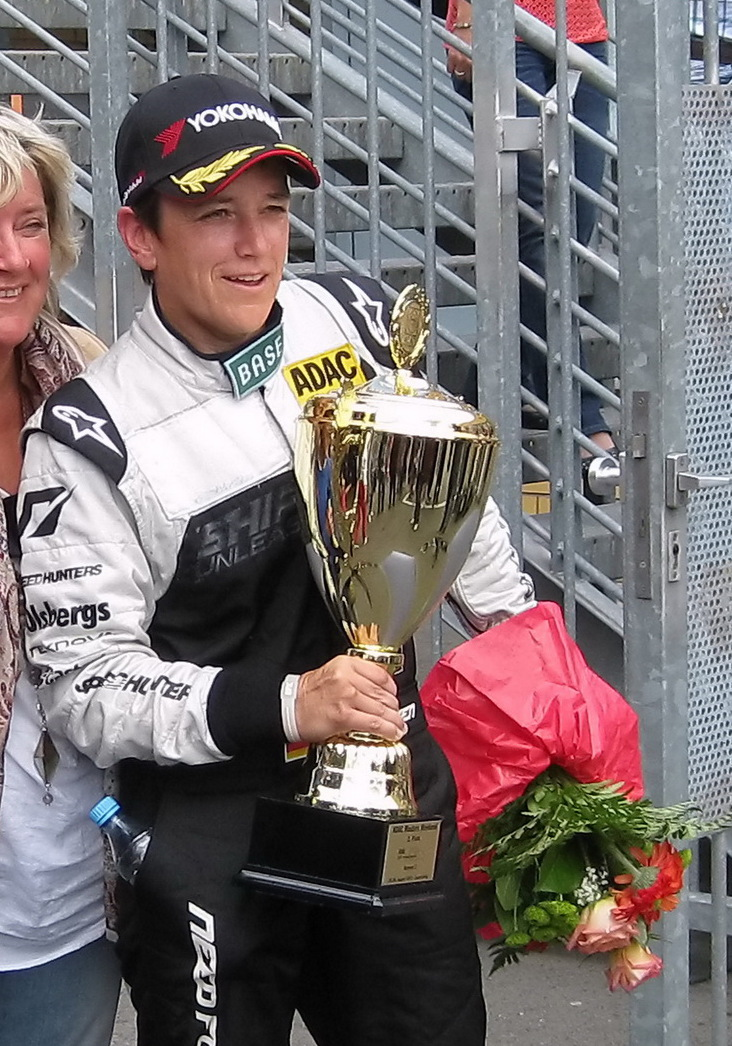
Claudia Hürtgen (2012)

Claudia Hürtgen (* 10. September 1971 in Aachen) ist eine deutsche Automobilrennfahrerin.

## Karriere

### Kart- und Formelsport
Claudia Hürtgen begann im Kartsport ihre Motorsportkarriere. Dort fuhr sie von 1987 bis 1989. In ihrer letzten Kart-Saison gewann sie die Deutsche Pop-Kart-Meisterschaft.
1990 und das folgende Jahr startete sie in der Deutschen Formel Ford 1600 und gewann 1991 den Vize-Meistertitel. 1992 wechselte sie in die Deutsche Formel-3-Meisterschaft und fuhr dort zuerst für das Team RSM Marko und 1993 für Opel Team WTS. In beiden Jahren wurde sie Zwölfte in der Gesamtwertung. Beim Formel-3-Grand Prix von Monaco 1993 wurde sie in einen Startunfall verwickelt. Ihr Auto überschlug sich und ihre Hand wurde zwischen dem Überrollbügel ihres Wagens und der Straße eingeklemmt. Wegen der bleibenden Beeinträchtigung beendete sie 1993 ihre Formelsport-Karriere.

### Tourenwagensport
In der Saison 1994 stieg sie mit dem Team Wolf Racing in die Deutsche Tourenwagen Trophäe ein und gewann mit einem Ford Escort den Meistertitel. In den beiden nachfolgenden Jahren fuhr sie mit einem Ford Mondeo Ghia im Super-Tourenwagen-Cup. Dort erreichte sie 1996 mit dem 22. Platz ihr bestes Ergebnis in dieser Rennserie.
Mit der Teilnahme an der Deutschen Tourenwagen Challenge blieb sie weiter im Tourenwagensport. In dieser und den beiden Nachfolgeserien, der DMSB Produktionswagen-Meisterschaft (DPM) und der ADAC-Procar-Serie, startete sie von 2000 bis 2004 und 2006. Im ersten Jahr fuhr sie für Ford Wolf Racing einen Ford Focus. Mit dem Wechsel zu Schubert Motors ging sie mit einem BMW 320i an den Start. 2002 wurde sie Dritte in der Meisterschaft und ein Jahr später gewann sie den Meistertitel. 2004 konnte sie das Vorjahresergebnis mit dem Meistertitel in der Division I der DPM wiederholen.
Nach einer Unterbrechung im Jahr 2005, in der sie für Schubert Motors eine Saison in der Super-2000-Klasse der European Touring Car Cup (ETCC) fuhr, trat sie 2006 in der ADAC-Procar-Serie an. Dort fuhr sie mit einem BMW 120d in der Division III und mit einem BMW 320i in der Division I jeweils zwei Rennen.
Hürtgen startete ab 2005 regelmäßig in Rennen zur VLN Langstreckenmeisterschaft Nürburgring und der nachfolgenden Nürburgring Langstrecken-Serie (NLS). Ihren größten Erfolg in der Rennserie erreichte sie 2005 mit dem Meistertitel auf einem BMW 320i von Schubert Motorsport.

### GT- und Prototypen-Motorsport
Hürtgen sammelte bereits 1992 bei einem Gaststart im Porsche Carrera Cup Deutschland erste Erfahrungen im GT-Sport. Mit dem Wechsel zu Roock Racing startete sie von 1996 bis 2002 in Sportwagen-Rennserien.
1996 ging sie mit einem Porsche 911 GT2 (Typ 993) in zwei Rennen der BPR Global GT Series an den Start. Danach fuhr sie für Roock Racing von 1997 bis 1999 mit einem Porsche 911 GT2 (Typ 993) in der GT2-Klasse in der nachfolgenden FIA-GT-Meisterschaft. Ihr bestes Resultat im Gesamtklassement erzielte sie 1997 mit dem fünften Platz.
Parallel startete sie 1998 für das Team Jürgen Alzen Motorsport bei einem Rennen im Porsche Supercup.
Von 1999 bis 2002 fuhr sie in der American Le Mans Series. Die ersten beiden Jahre in der Rennserie startete sie für Roock Motorsport North America mit einem Porsche 911 GT2 (Typ 993) in der GTS-Klasse. Ab 2001 fuhr sie die Sportwagen-Prototypen Lola B2K/40 und MG-Lola EX257 für das Team KnightHawk Racing in der LMP675-Wertung. Mit dem fünften Platz in der LMP675-Wertung 2001 erreichte sie ihr bestes Ergebnis in der Serie. 2002 gewann sie mit KnightHawk Racing die LMP675-Team-Wertung.
In den Jahren 2009 und 2010 und von 2012 bis 2016 sowie 2018 trat sie in der ADAC GT Masters an. In den beiden ersten Jahren startete sie mit einem BMW Alpina B6 GT3 als Gaststarter für die Teams Alpina, s-Berg Racing und Schubert Motorsport. Ab 2012 bis 2016 fuhr sie für Schubert Motorsport mit einem BMW Z4 GT3 und 2016 mit einem BMW M6 GT3. 2014 wurde sie zusammen mit Dominik Baumann Vierte und erreichte ihr bestes Gesamtergebnis in der Rennserie. 2018 trat sie noch einmal mit Sven Barth in einer Corvette C7 GT3-R für RWT Racing an und wurde Dritte in der Trophy-Wertung.
Parallel zur ADAC GT Masters startete sie in von 2009 bis 2011 zusammen mit Csaba Walter in der FIA-GT3-Europameisterschaft. Der vierte Platz 2010 im Gesamtklassement war ihr bestes Ergebnis in der Serie.
2019 und 2020 fuhr sie für das Team Hofor Racing by Bonk Motorsport mit einem BMW M4 GT4 in der ADAC GT4 Germany und erreichte 2019 mit dem neunten Rang die beste Platzierung.

### Langstreckenrennen
Claudia Hürtgen kann in ihrer Karriere mehrere Langstreckenrennen-Erfolge verzeichnen. Bei den 24-Stunden-Rennen von Le Mans ging sie von 1997 bis 1999 und noch einmal 2001 an den Start. 1997 fuhr sie einen Porsche 911 GT2 (Typ 993) für das Team GT Racing Team AG und belegte den 13. Platz im Gesamtklassement. Ihre beste Klassen-Wertung erzielte sie ein Jahr später 1998 für das Team Rook Racing mit dem dritten Platz in der GT2-Wertung.
Für Rook Racing trat sie 1997 und von 1999 bis 2001 mit einem Porsche 911 GT2 (Typ 993) bei den 24-Stunden-Rennen von Daytona und den 12-Stunden-Rennen von Sebring an. In Daytona erreichte sie 1997 mit dem vierten Rang im Gesamtklassement und dem GTS-2-Klassensieg ihre beste Platzierung. In Sebring erzielte sie ebenfalls 1997 mit dem zehnten Rang in der Gesamtwertung ihr bestes Ergebnis.
In Deutschland startete sie von 2007 bis 2020 regelmäßig beim 24-Stunden-Rennen auf dem Nürburgring. Dabei fuhr sie ausschließlich BMW-Modelle, wie den BMW Z4 M Coupé, BMW Z4 GT3 und BMW M4 GT4 für die Teams Motorsport Arena Oschersleben, Schubert Motorsport, Hofor Racing by Bonk Motorsport. Ihre besten Platzierungen erreichte sie 2007 auf einem BMW Z4 M Coupé mit dem SP6-Klassensieg und 2020 auf einem BMW M4 GT4 mit dem Sieg in der SP10-Klassenwertung.
Hürtgen fuhr 2006 und von 2008 bis 2016 Rennen in der 24H Series. Mit dem Meistertitel 2008 zusammen mit Schubert Motorsport erreichte sie ihr bestes Ergebnis in der Rennserie. 2011 gewann sie auf einem BMW Z4 GT3 das 24-Stunden-Rennen von Dubai in der A6-Wertung.
Beim historischen FHR-Langstreckenrennen ADAC 24h Classic wurde sie 2018 auf einem Porsche 911 ST Zweite in der Gesamtwertung.

### Offroad-Sport
2021 ging sie für das Team ABT CUPRA XE zusammen mit Mattias Ekström in der neu ausgeschriebenen Rennserie Extreme E an den Start.

### Monaco Historic Grand Prix
Am 12. Mai 2024 belegte Hürtgen in Monaco den 2. Platz mit der Startnummer 84 auf Maserati 300S nach 1. Platz Max Smith-Hilliard mit Lotus Mk X und vor 3. Platz Niclas Halusa mit Jaguar D-Type.

## Statistik

### Le-Mans-Ergebnisse
| Jahr | Team                     | Fahrzeug        | Teamkollege     | Teamkollege    | Platzierung | Ausfallgrund     |
| ---- | ------------------------ | --------------- | --------------- | -------------- | ----------- | ---------------- |
| 1997 | GT Racing Team AG        | Porsche 911 GT2 | Hugh Price      | John Robinson  | Rang 13     |                  |
| 1998 | Roock Racing             | Porsche 911 GT2 | Michel Ligonnet | Robert Nearn   | Rang 17     |                  |
| 1999 | Roock Racing             | Porsche 911 GT2 | Vincent Vosse   | André Ahrlé    | Rang 20     |                  |
| 2001 | Roock Knight Hawk Racing | Lola B2K/40     | Chris Gleason   | Rick Fairbanks | Ausfall     | Motorüberhitzung |

### Sebring-Ergebnisse
| Jahr | Team                           | Fahrzeug        | Teamkollege     | Teamkollege   | Teamkollege | Platzierung | Ausfallgrund    |
| ---- | ------------------------------ | --------------- | --------------- | ------------- | ----------- | ----------- | --------------- |
| 1997 | Roock Racing                   | Porsche 911 GT2 | Michel Ligonnet | Zak Brown     | Dirk Layer  | Rang 10     |                 |
| 1999 | RBJH Development               | Porsche 911 GT2 | Hubert Haupt    | Zak Brown     |             | Ausfall     | Unfall          |
| 2000 | Roock Motorsport North America | Porsche 911 GT2 | Hubert Haupt    | Vic Rice      |             | Ausfall     | kein Öldruck    |
| 2001 | Roock Knight Hawk Racing       | Lola B2K/40     | Mel Hawkins     | Steven Knight |             | Ausfall     | Motor überhitzt |